# Gössendorf
Gössendorf est une commune autrichienne du district de Graz-Umgebung en Styrie.